# Funzione periodica

Esempio di una funzione periodica. Con P è indicato il periodo.

In matematica, a livello intuitivo, per funzione periodica si intende una funzione che assume valori che si ripetono esattamente a intervalli regolari.

## Definizione
Una funzione {\displaystyle f\colon A\to B} definita su un gruppo abeliano {\displaystyle A} è periodica di periodo {\displaystyle t}, con {\displaystyle t\in A}, se {\displaystyle f(a+t)=f(a)} per ogni {\displaystyle a\in A}.

## Funzioni di variabile reale
Le funzioni periodiche più note sono le funzioni reali di variabile reale.
Formalmente, una funzione reale {\displaystyle f\colon A\to B} si dice periodica di periodo {\displaystyle t} se esiste un numero reale {\displaystyle t\in \mathbb {R} } tale che:
- il dominio {\displaystyle A} è invariante per traslazione di {\displaystyle t}, ovvero {\displaystyle A+t=\{a+t\mid a\in A\}=A};
- la funzione {\displaystyle f} è invariante per traslazione di {\displaystyle t}, ovvero per ogni {\displaystyle a\in A} si ha {\displaystyle f(a+t)=f(a)}.

### Moduli
Se {\displaystyle f} è periodica di periodo {\displaystyle t_{1}} ed è periodica di periodo {\displaystyle t_{2}}, allora è periodica di ogni periodo
{\displaystyle t\in t_{1}\mathbb {Z} +t_{2}\mathbb {Z} =\{mt_{1}+nt_{2}\mid m,n\in \mathbb {Z} \}}.
L'insieme {\displaystyle {\mathcal {T}}_{f}} dei periodi {\displaystyle t} di {\displaystyle f} è quindi uno {\displaystyle \mathbb {Z} }-modulo.
- Se {\displaystyle {\mathcal {T}}_{f}=\{0\}}, ovvero se {\displaystyle f} ha il solo periodo {\displaystyle 0}, allora {\displaystyle f} è detta aperiodica.
- Se {\displaystyle {\mathcal {T}}_{f}} è un modulo libero di dimensione {\displaystyle 1}, ovvero se {\displaystyle {\mathcal {T}}_{f}=t\mathbb {Z} } con {\displaystyle t>0}, ovvero se esiste un minimo tra i periodi {\displaystyle t>0}, allora {\displaystyle f} è detta periodica di periodo minimo {\displaystyle t}, o periodica di periodo {\displaystyle t} in senso stretto.
- Il modulo {\displaystyle {\mathcal {T}}_{f}} non è necessariamente libero di dimensione {\displaystyle 0} o {\displaystyle 1}, ovvero potrebbe non esistere un minimo periodo strettamente positivo; ad esempio, la funzione di Dirichlet ha {\displaystyle {\mathcal {T}}_{f}=\mathbb {Q} } e non è né aperiodica né periodica in senso stretto.

### Domini limitati
Da ogni funzione a valori reali definita su un dominio limitato si può definire una funzione periodica, di periodo maggiore o uguale all'ampiezza del dominio.
Ad esempio, la funzione identità ristretta all'intervallo {\displaystyle [0,1)},
{\displaystyle {\begin{aligned}f\colon [0,1[&\to \mathbb {R} \\x&\mapsto x,\end{aligned}}}
definisce una funzione periodica di periodo 1 definita su tutti i reali: la parte frazionaria
{\displaystyle {\begin{aligned}{\tilde {f}}\colon \mathbb {R} &\to \mathbb {R} \\x&\mapsto x-[x].\end{aligned}}}

### Esempi
- Le funzioni trigonometriche seno e coseno sono periodiche di periodo minimo {\displaystyle 2\pi }.
- Sono quindi automaticamente periodiche le funzioni:
  - {\displaystyle \tan(x)={\frac {\sin(x)}{\cos(x)}}} e {\displaystyle \cot(x)={\frac {\cos(x)}{\sin(x)}}}, che hanno periodo minimo {\displaystyle \pi };
  - {\displaystyle \sec(x)={\frac {1}{\cos(x)}}} e {\displaystyle \csc(x)={\frac {1}{\sin(x)}}}, che hanno periodo minimo {\displaystyle 2\pi }.

## Funzioni doppiamente periodiche
Una funzione può ammettere due o più periodi non commensurabili (la definizione dipende dalle caratteristiche che si richiedono al dominio).
Ad esempio, una funzione ellittica è una funzione doppiamente periodica:
è definita dall'insieme dei numeri complessi in sé, {\displaystyle f\colon \mathbb {C} \to \mathbb {C} };
è periodica rispetto a due periodi, {\displaystyle \omega _{1},\omega _{2}\in \mathbb {C} ^{\ast },\ \forall z\in \mathbb {C} \ f(z+\omega _{1})=f(z+\omega _{2})=f(z)};
questi due periodi sono "incommensurabili", {\displaystyle \omega _{1}/\omega _{2}\not \in \mathbb {R} .}